# San Joaquín en Prati di Castello (título cardenalicio)
San Joaquín en Prati di Castello es un título cardenalicio de la Iglesia Católica. Fue instituido por el papa Juan XXIII en 1960 con la constitución apostólica Ad Romanorum Pontificum.

## Titulares
- Bernard Jan Alfrink (31 de marzo de 1960 - 16 de diciembre de 1987)
- Michele Giordano (28 de junio de 1988 - 2 de diciembre de 2010)
- Leopoldo José Brenes Solórzano (22 de febrero de 2014)